# Quincy-sous-le-Mont
 Quincy-sous-le-Mont  es una localidad y comuna de Francia, en la región de Picardía, departamento de Aisne, en el distrito de Soissons y cantón de Braine.
Su población en el censo de 1999 era de 52 habitantes.
Está integrada en la Communauté de communes du Val de l'Aisne.

## Demografía
| 67 | 80 | 58 | 40 | 37 | 52 |
| Para los censos de 1962 a 1999 la población legal corresponde a la población sin duplicidades (Fuente: INSEE [Consultar]) |    |    |    |    |    |